# 冶金学

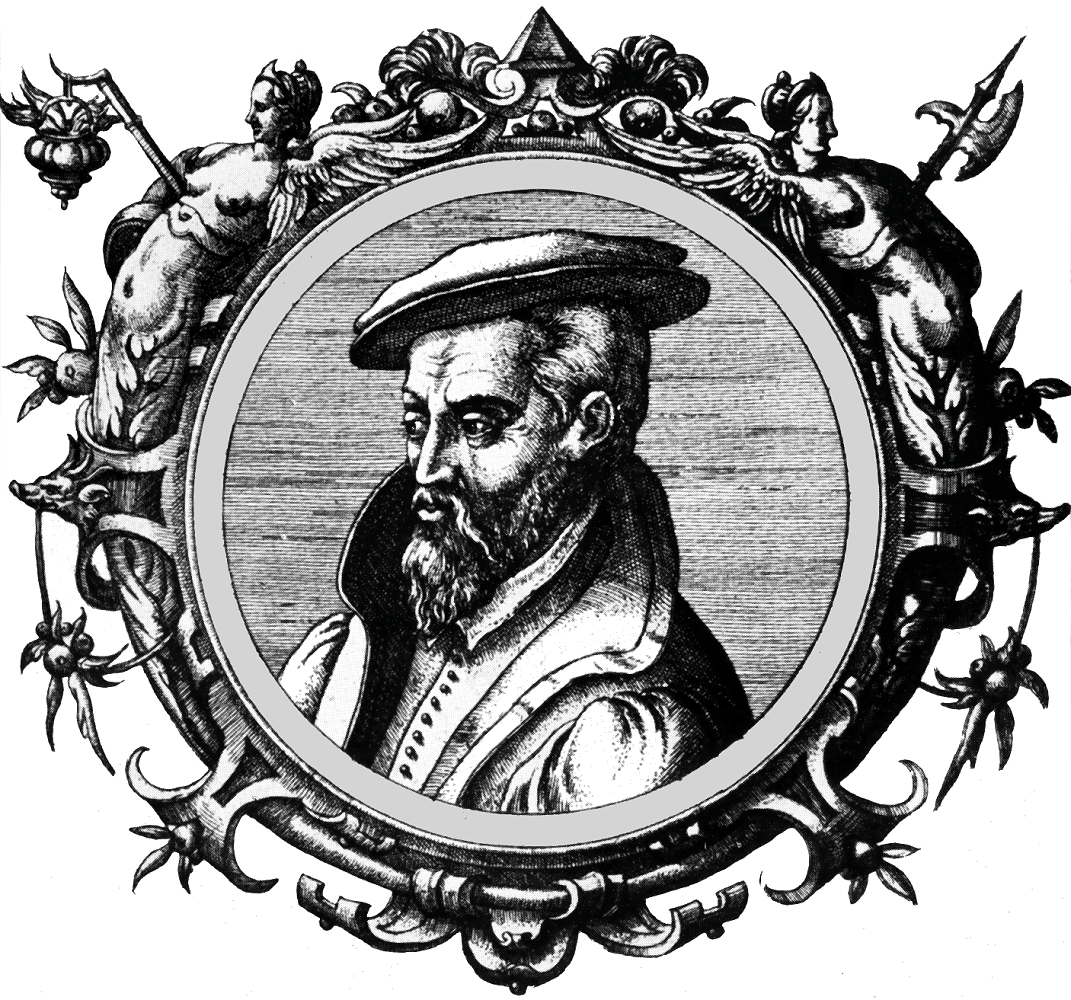
格奧爾格·阿格里科拉，《論礦冶》（De re metallica）一書的作者，此著作被譽為西方冶金學的開山之作

冶金学（英語：metallurgy）屬於材料科學，是研究从矿石中提取金属，并用各种加工方法制成具有一定性能的金属材料的学科。冶金学也研究金属、金屬互化物或其混合物（稱為合金）的物理及化學特性。冶金學也是一門金屬的技術，有關金屬製造的科學，也和金屬零件的工程特性有關。金屬的製造包括從礦石中提煉金屬，以及金屬混合物（或金屬和其他元素的混合物）以製造合金。冶金學和金屬加工的工藝不同，不過金屬加工和冶金學有關，正如隨著技術的發展，醫學和醫學科學有關一樣。
冶金学可以分為鋼鐵冶金學（有時也稱為黑色冶金學）及非鐵金屬冶金學（有時也稱為有色金屬冶金學）。鋼鐵冶金學是有關鐵的合金及其製造，而非鐵金屬冶金學是以不含鐵的合金及其製造為主，世界上的金屬生產中，鐵、鈷、鎳及其有關合金的黑色金屬佔了95%

## 英文字根及發音
冶金學的英文Metallurgy原來是自煉金術中的詞語，是指由礦石中提取金屬，字尾的-urgy表示是過程或製程。此詞語曾在1797年的《大英百科全书》提到過，在19世紀末變為有關金屬、合金及相關製程的科學研究。英文的字根來自古希臘的μεταλλουργός, metallourgós, "金屬工人"，變成μέταλλον, métallon, "金屬" + ἔργον, érgon, "加工"。在英文中，/meˈtælədʒi/的發音在英國及大英國協較普遍，/ˈmetələrdʒi/在美國比較普遍。

## 發展史

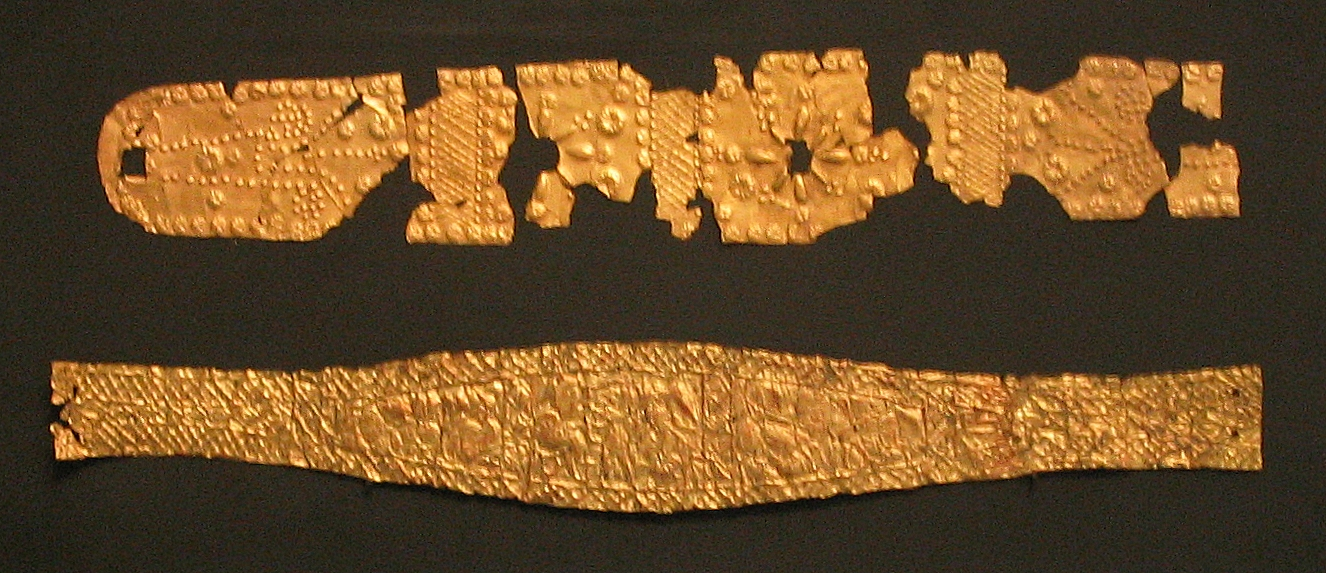
底比斯的金頭飾，約在西元前750至700年

史前時代已能冶煉並使用青銅、銅、金、銀、鐵、鉛、錫等金屬。最早冶煉的金屬應該是在自然界以元素態存在的金，一個舊石器時代末期的西班牙洞穴時有發現少量的元素態金，時間約在西元前40,000年。而銀、銅、錫及陨铁也會以自然金屬存在，配合早期文化中的金屬加工即可使用。西元前三千年埃及的武器即以陨铁製成，當時譽為「天上來的匕首」。
像錫、鉛及銅等金屬，只要將礦石加熱即可得到其金屬（銅需要的溫度可能要再高一些），這種冶煉方式稱為熔煉。最早用熔煉方式冶煉金屬的證據是西元前五千年至六千年之間，在塞尔维亚馬伊丹佩克、Pločnik及Yarmovac的考古遺址中找到。到目前為止，最早的銅熔煉是在巴爾幹半島的Belovode，發現一個西元前5500年溫查文明的銅斧。其他早期熔煉金屬的文明約在西元前三千年，在葡萄牙的Palmela、西班牙的Los Millares、英國的巨石阵。不過如同其他史前的研究一様，因為仍可能有新的發現，可能還會有更早期的證據出現。

古中東的採礦區域，顏色：砷用棕色表示，錫用灰色表示，銅用紅色表示，鐵用紅棕色表示，金用黃色表示，銀用白色表示，鉛用黑色表示，黃色區域表示砷青銅，灰色區域表示正常含錫的青銅。

上述發現的金屬都不是合金，約在西元前3500年發現銅和錫混合後會產生性能更好的青銅合金，這也是重大的技術提昇，開始了青銅時代。
鐵的冶煉要比銅或錫要困難很多，冶煉方式可能是赫梯人在西元前1200年發明的，開始了鐵器時代，鐵的冶煉及加工的秘密是非利士人成功的秘訣之一。
許多不同的文化及文明也有煉鐵的技術，像是古代及中古時中東及近東的王國、古伊朗、古埃及、古努比亚、安那托利亞（今土耳其）、古诺克、迦太基、古歐洲的希臘及羅馬、中古時期的歐洲、中國、印度、日本等地。許多冶金學的應用、實務及工具都是古中國發明的，例如高爐、鑄鐵、水力杵錘以及雙作用活塞风箱。
歐洲約西元前一千年開始製鐵。最早使用的煉鐵爐為空氣式爐或用土石堆砌的熔鐵爐（Low Shaft Furnace）、鍛鐵爐。將洗淨的礦石與木炭一起放入爐中點火熔煉，利用自然氣流或人力風箱供應氧氣，爐裡產生一氧化碳將鐵礦還原成鐵，所得之產品再以人力捶打除去殘渣。後來利用水車帶動風箱，氧氣供給量增加，所以爐身與爐的截面積也可以加高，可裝入更多礦石及木炭，得到更大的鐵碇，由於超過人力捶打加工的限度，也以水力取代人力。由此鍛鐵爐慢慢發展成高爐（Blast Furnace）。
隨著高爐的增加，木炭便發生短缺的現象，即開始嘗試以煤取代木炭，至十八世紀中，英國人成功將煤炭煉成焦炭，此後爐溫增加而使產量增加。蒸氣機出現後，被用來驅動鼓風機，使鼓風量增大而使爐溫上升，產量也大幅增加。
十六世紀時格奧爾格·阿格里科拉的《論礦冶》（De re metallica）描述了當時高度發展的採礦、金屬提取及冶金學等知識，被譽為「冶金学之父」。

## 金屬提取
提取冶金學是由礦石中提出有價值的金屬，且處理成純度較高的金屬。為了要從金屬的氧化物或硫化物中提取金屬，可能會用還原、電解或其他化學方式處理礦石。

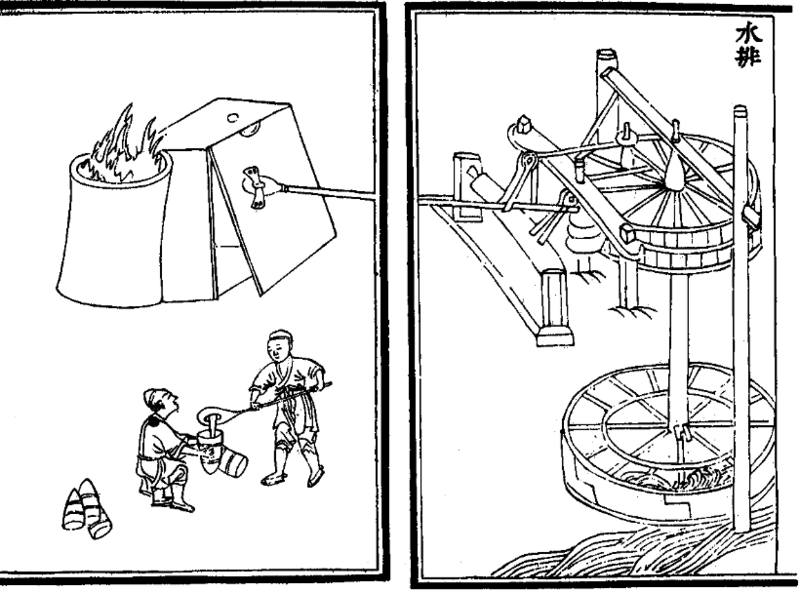
中國元朝用水車帶動的鼓風爐

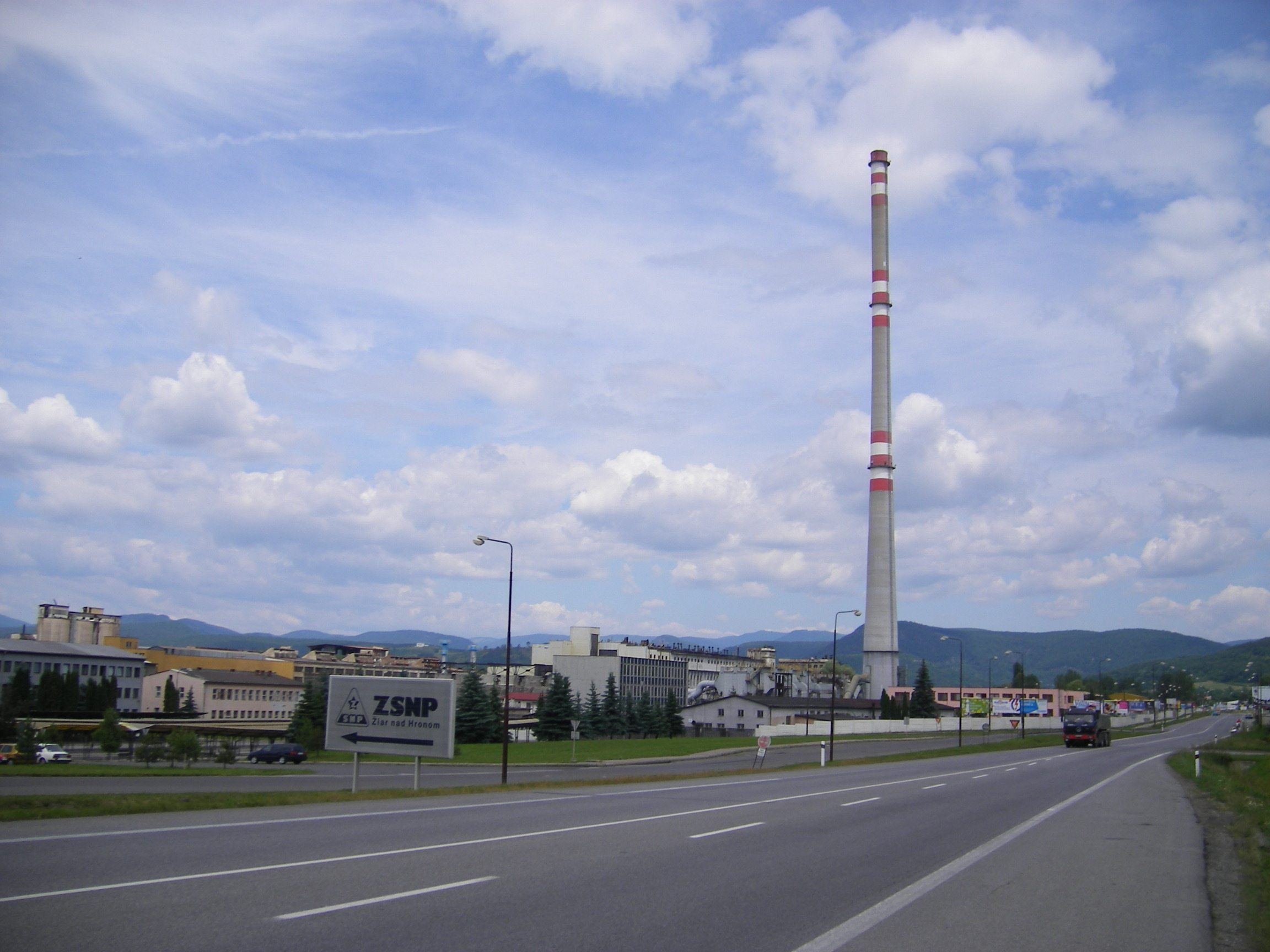
斯洛伐克中部，赫龍河畔日亞爾的鋁工廠

提取冶金學主要關注的是冶金給料、濃縮物（有價值的金屬氧化物或硫化物）及尾礦。在開採後，大顆的礦石會粉碎為小的顆粒，每個顆粒可能是濃縮物或是廢棄的尾礦。後續再利用其他方式將顆粒中的濃縮物及尾礦分開。
若礦石及自然環境許可，可以用瀝濾法取代礦石開採。瀝濾法會將礦石中的礦物質溶解在溶液中，再收集溶液，萃取要有價值的金屬。
有時礦石中會包含一種以上的有價值金屬。因此尾礦可以再用來提出其他金屬。有時取得的濃縮物中含有多種金屬，因此需再將不同金屬成份再作分離。

## 合金

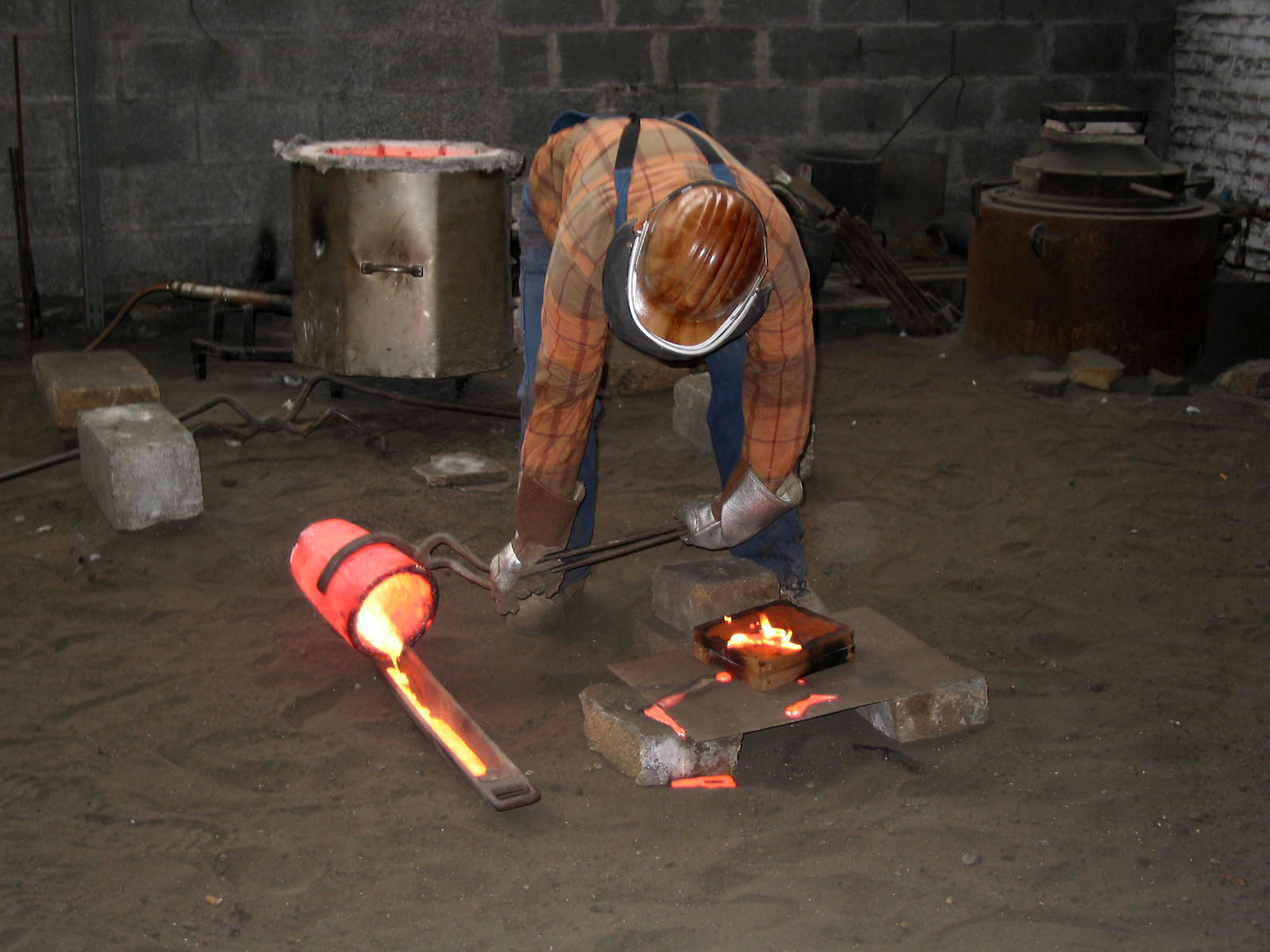
青铜的鑄造

工程常用的金屬包括鋁、鉻、銅、鐵、鎂、鎳、鈦及鋅等，這些金屬也常常用來製作合金。合金的相關研究主要是在鐵碳的合金系統，其中包括鋼及鑄鐵。一般的碳鋼適用於低成本、高強度，且不需考慮重量及腐蝕問題的應用。延性鑄鐵也是鐵碳合金系統的一部份。
若是需要抗腐蝕的應用，一般會使用不锈鋼或是熱浸鍍鋅處理的鋼。若要求高比強度時，會使用鋁合金或鎂合金。
若是高腐蝕性環境，且不需要有磁性的場合，會使用銅鎳合金，例如蒙乃爾合金。鎳基的高溫合金（如鎳鉻鐵合金）會用在像渦輪增壓器、压力容器及換熱器等需耐高溫應用中。非常高溫的應用為了使潛變減到最低，會使用单晶材料合金。

## 製造
在工業工程的領域中，冶金学和金屬零件的製造有關，其中包括金屬或合金選用、加工成形方式、製品表面的熱處理及表面處理等。冶金学的目的就是達成材料的許多性質之間的平衡，例如成本、重量、拉伸強度、硬度、韌性、抗蝕性、抗疲勞的特性、及在高低溫下的特性等。
為了上述目的，也需考慮零件的工作環境，例如在鹽水的環境中，很容易腐蝕黑色金屬及一些鋁合金，暴露在極低溫環境下金屬會從有延伸性變成容易脆裂，其韌性下降，因此更容易出現裂痕。在週期負載下的金屬會有金屬疲勞，若是環境的應力固定，但是溫度很高，會造成金屬的潛變。

### 金屬加工
以下是一些金屬加工的程序：
- 金屬鑄造：將熔融的金屬倒入特定形狀的模具中再冷卻。
- 鍛造：利用壓力使鋼坯成形。
- 剪切成形（英语：Flow Forming）
- 軋製：將鋼坯送進一連串間距逐漸變小的軋輪，加工為金屬片的程序。
- 雷射熔覆（英语：Cladding (metalworking）：用可移動的雷射束（如裝在工具機的軸上）加熱金屬粉末，熔化的金屬粉末碰到基座，形成金屬池，當雷射頭移除後，可以堆疊工件，組成三維的工件。
- 擠製：熱的可塑性金屬藉由壓力擠入模具中，在其冷卻前成形。
- 燒結：金屬粉末先注入模具中，再在非氧化的環境下加熱，使其成形的過程。
- 机械加工：利用車床、銑床及電鑽對固體金屬件的加工。

冷加工是指在常溫下對固體金屬件的加工，可以藉由一種稱為加工硬化的方式提昇零件的強度加工硬化會在金屬中導入位错，避免進一步的形變。
鑄造的方式有許多種，常用的包括翻砂鑄造、熔模鑄造（也稱為失蠟法）、壓鑄及連續鑄造。

### 熱處理
金屬可以用熱處理的方式調整其強度、延展性、韌度、硬度或是其抗腐蝕的能力。常見的熱處理包括退火、析出硬化、淬火及回火。
退火是將金屬加熱，然後再緩慢的冷卻，可以釋放金屬組織中的應力，使晶粒變大，當受到撞擊時比較不容易破裂。退火後的金屬也比較容易切削。淬火是將高碳鋼加熱後快速的冷卻，鋼的組織會形成高硬度的马氏体，提高金屬的硬度。不過需要在鋼的硬度和韌度之間作一取捨：硬度越高時，其韌度或是抗衝擊能力就越低；韌度越高時，其硬度就越低。回火可以釋放金屬在硬化過程中產生的應力，回火會使金屬略為軟化，可以承受衝擊而不會破裂。
有時會將機械處理和熱處理合併，稱為熱機械處理，可以得到較好的材料特性，處理上也比較有效率的。熱機械處理常用在高合金的特殊鋼、高溫合金及鈦合金中。

### 表面處理
電鍍是一種常見的表面處理技術，是在製品的表面包覆一薄層的其他金屬，例如金、銀、鉻或鋅等， 一方面可以增加製品的抗蝕性，也可以使外形更加美觀。
表面處理除了使用電鍍外，也可以使用热喷涂，其製品在高溫下的性能會比電鍍要好。

## 微觀結構

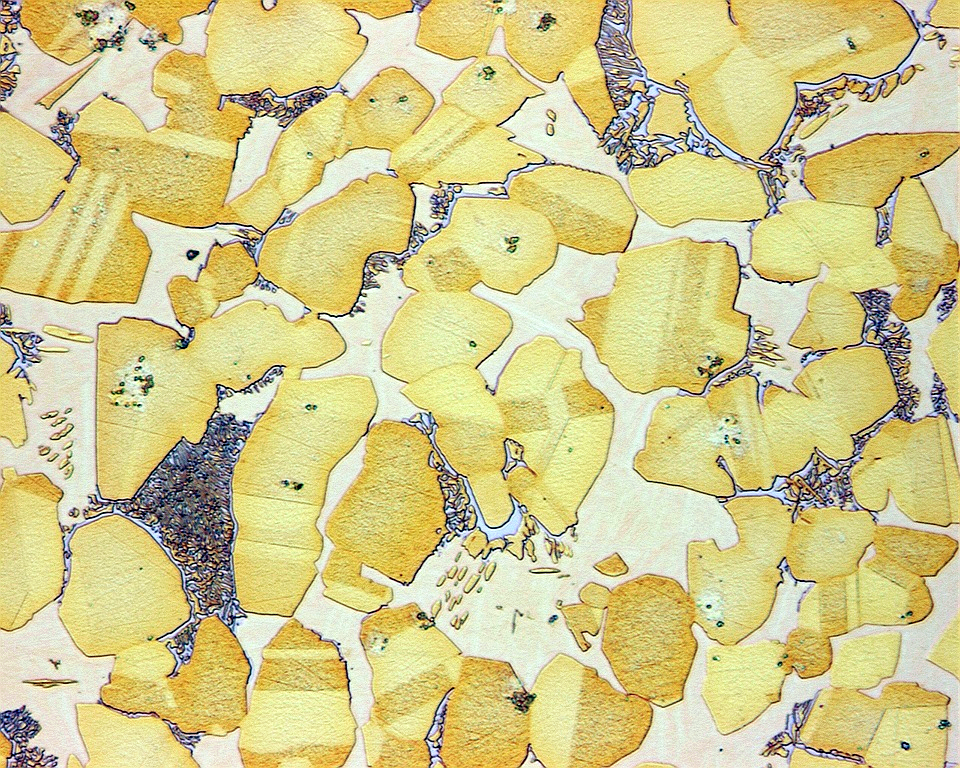
金相学可觀察金屬的微觀結構

金相学是研究金屬的微觀結構及巨觀結構的學科，是由英國冶金學家亨利·克利夫頓·索爾比開創。在金相学中，待測的試样平放並且拋光至鏡面的程度，再加入蝕刻液蝕刻，以顯露其結構。試様一般會用光學顯微鏡或電子顯微鏡觀察，圖像的對比度可以提供其成份、機械性質及所作過的處理。
現在的冶金学也常利用晶体学的X射線衍射或電子衍射來識別未知的材料，並了解試様的晶體結構。量化晶体学可計算試様中存在不同相的個數，也可以計算其應變的程度。

## 分支学科
- 提取冶金学
- 物理冶金学
- 冶金工程
- 考古冶金學（英语：Archaeometallurgy）
- 羰基冶金學（英语：Carbonyl metallurgy）
- 實驗考古冶金學（英语：Experimental archaeometallurgy）